# Hase Seishū
Hase Seishū, nom de plume di  Toshihito Bandō (?, 坂東齢人, Bantō Toshihito; Urakawa, 18 febbraio 1965), è uno scrittore giapponese.

## Biografia
Nato nel 1965 a Urakawa, si è laureato alla Yokohama City University. 
Dal suo esordio nel 1996 ha pubblicato numerosi romanzi noir vincendo nel 1998 il Mystery Writers of Japan Award per il miglior romanzo.
Alcune sue opere sono state trasposte in pellicole cinematografiche tra le quali The City of Lost Souls per la regia di Takashi Miike.
Nel 2020 è stato insignito del Premio Naoki grazie al romanzo Shonen to Inu. 

## Adattamenti cinematografici
- Sleepless Town (Fuyajo), regia di Chi-Ngai Lee (1998)
- The City of Lost Souls (THE HAZARD CITY Hyōryūgai), regia di Takashi Miike (2000)

## Videogiochi
- Yakuza (2005) (co-sceneggiatore)
- Yakuza 2 (2006) (co-sceneggiatore)

## Premi e riconoscimenti
- Premio Haruhiko Ōyabu: 1998
- Mystery Writers of Japan Award: 1998 vincitore nella categoria "Miglior Romanzo" con Rekuiemu Fuyajo 2
- Premio Naoki: 2020 vincitore con Shonen to Inu